# فغر المعدة بالمنظار عبر الجلد
فغر المعدة بالمنظار عبر الجلد (بالإنجليزية: Percutaneous endoscopic gastrostomy)‏ هو إجراء طبي تنظيري يتم فيه تمرير أنبوب (أنبوب فغر المعدة بالمنظار عبر الجلد) إلى معدة المريض عبر جدار البطن، وعادة ما يوفر وسيلة للتغذية عندما يكون الطعام المُتناول عبر الفم غير كاف (على سبيل المثال، بسبب عسر البلع أو التهدئة). حيث يوفر التغذية المعوية (الاستفادة من عملية الهضم الطبيعية في الجهاز الهضمي) مع تجاوز مروره بالفم بشكل دائم، التغذية المعوية عموماً أفضل من التغذية بالحقن (التي تستخدم فقط عندما يجب تجنب الجهاز الهضمي). إن فغر المعدة بالمنظار عبر الجلد هو بديل لفغر المعدة بالجراحة المفتوحة، كما أنه لا يتطلب تخديراً عاماً، حيث عادةً ما تستخدم التهدئة. يمكن أيضاً إيصال أنابيب فغر المعدة إلى الأمعاء الدقيقة عن طريق تمرير أنبوب للصائم (أنبوب PEG-J) من خلال تمديد أنبوب فغر المعدة إلى الصائم عبر بواب المعدة.
إن فغر المعدة بالمنظار عبر الجلد هي الطريقة الأكثر استخداماً للدعم الغذائي عند المرضى في المجتمع. العديد من مرضى السكتة الدماغية، على سبيل المثال، معرضون لخطر الإصابة بذات الرئة الاستنشاقية بسبب ضعف التحكم في عضلات البلع، وبالتالي يستفيد بعضهم من فغر المعدة بالمنظار عبر الجلد للحصول على الغذاء. يمكن أيضاً إدخال أنبوب فغر المعدة لتخفيف الضغط في المعدة كما في انفتال المعدة.

## الاستطبابات

صورة ترسيمية تظهر طريقة التغذية عبر أنبوب فغر المعدة.

- قد يشار إلى فغر المعدة في حالات عديدة، عادةً عندما تكون التغذية الطبيعية (أو عبر الأنبوب الأنفي المعدي) مستحيلة. قد تكون أسباب هذه الحالات عصبية (مثل السكتة الدماغية)، تشريحية (على سبيل المثال، انشقاق الشفة والحنك أثناء عملية التصحيح) أو غيرها (مثل العلاج الشعاعي للأورام في منطقة الرأس والعنق).
- لكن في بعض الحالات (التي لا تكون التغذية الطبيعية أو الأنفية المعدية ممكنة) قد لا يكون أيضاً الفغر المعدي ذو فائدة سريرية. كما في حالة العته المتقدم، حيث تشير الدراسات إلى أن فغر المعدة بالمنظار عبر الجلد لا يطيل العمر.[3] بدلاً من ذلك، تفضل التغذية الفموية المُساعِدة.[4] وقد تم تطوير برتوكولات تحسين الجودة بهدف الحد من عدد من حالات فغر المعدة الغير مفيدة في مرضى العته.[5]
- يمكن إجراء فغر المعدة لتخفيف ضغط محتويات المعدة عند مريض يعاني من انسداد الأمعاء الخبيث. ويشار إلى هذا باسم فغر المعدة بالمنظار عبر الجلد التنفيسي ويتم إجراءها لمنع الغثيان والتقيؤ.
- يمكن أيضاً استخدام فغر المعدة لعلاج انفتال المعدة، حيث تلتف المعدة على طول أحد محاورها. عندئذٍ يتم استخدام الأنبوب (أو أنابيب متعددة) لتثبيت المعدة، أو لصق المعدة إلى جدار البطن، ومنع التفاف المعدة.[2]
- يمكن استخدام أنبوب فغر المعدة لتوفير منزح معدي أو بعد جراحي.[6]

## تقنية العمل

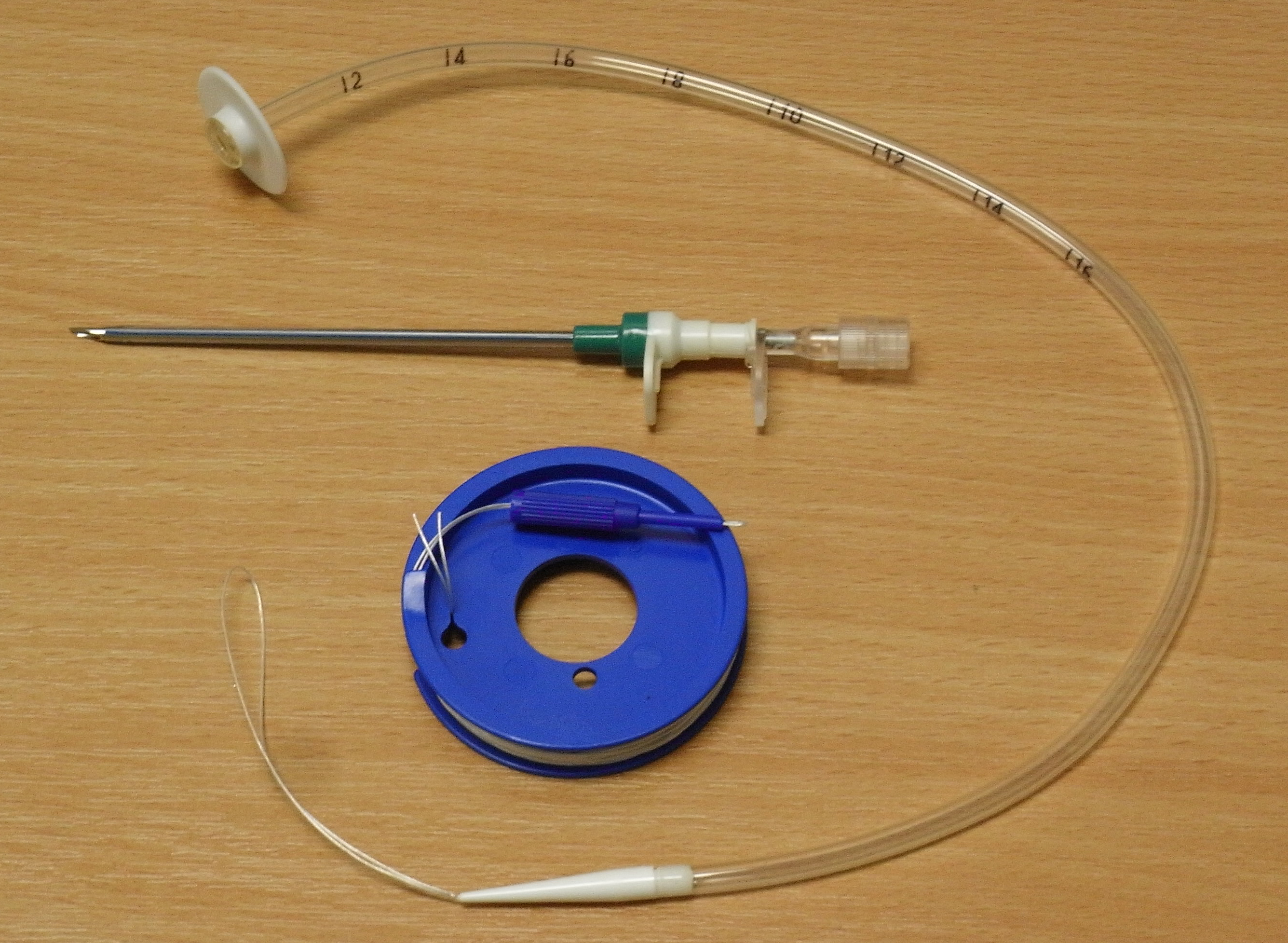
أنبوب فغر المعدة بالمنظار عبر الجلد، القنية، وسلك التوجيه (تقنية السحب).

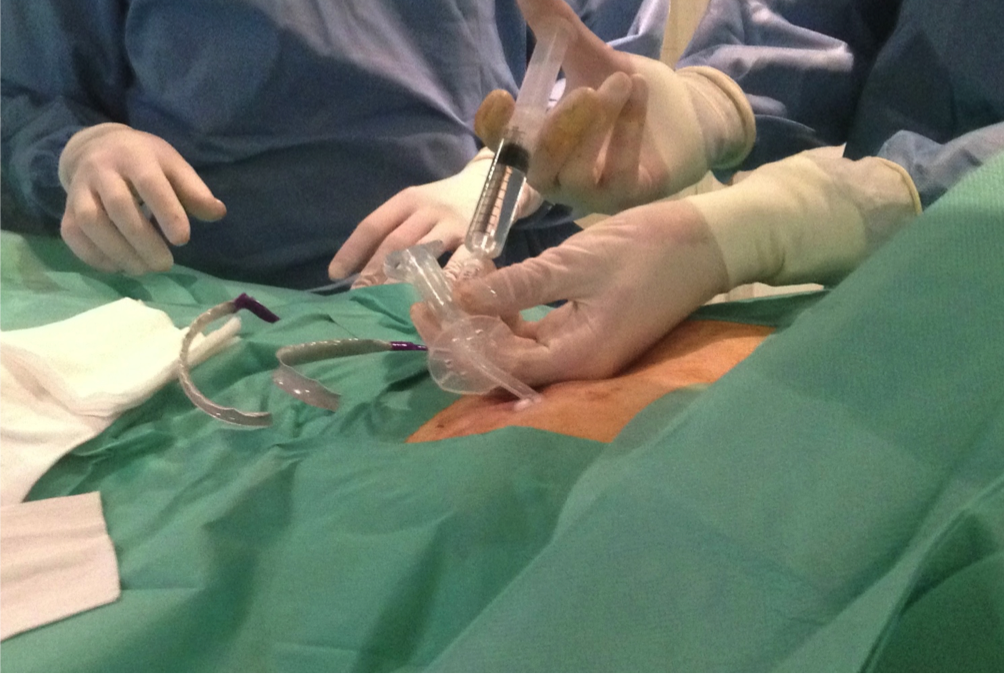
إجراء فغر المعدة بالمنظار عبر الجلد.

تم وصف تقنيتين رئيسيتين لفغر المعدة بالمنظار عبر الجلد.

تتضمن تقنية غودرير-بونسكي (Gauderer-Ponsky) إجراء تنظير معدة لتقييم تشريح المعدة. حيث يتم تحديد جدار المعدة الأمامي ويتم استخدام التقنيات التالية لضمان عدم وجود أي عضو بين الجدار المعدي والجلد:
- يتم تطبيق الضغط الاصبعي على جدار البطن، والتي يمكن رؤيتها كثلم في جدار المعدة الأمامي بواسطة المنظار الداخلي.
- التَضَوُّء (التنظير الشفوفي): يمكن رؤية الضوء المنبعث من المنظار الداخلي الموجود في المعدة من خلال جدار البطن.
- يتم تمرير إبرة صغيرة (21G ،40MM) إلى المعدة قبل تمرير قنية كبيرة.

تستخدم قثطرة لعبور جدار البطن من خلال شق صغير، ثم يدخل سلك التوجيه اللين من خلال هذا الشق ويسحب من الفم. يتم توصيل أنبوب التغذية بالسلك الموجه ويسحب من خلال الفم، المريء، المعدة، ثم يخرج من الشق.
في تقنية مِدخال روسيل، يتم استخدام تقنية سيلدينجر (Seldinger) لوضع السلك في المعدة، وتستخدم سلسلة من الموسعات لزيادة حجم مكان الفغر المعدي، ثم يُدفع الأنبوب عبر السلك.

## مضادات الاستطباب
فيما يلي مضادات استطباب فغر المعدة بالمنظار عبر الجلد:

### مضادات الاستطباب المطلقة
- عدم القدرة على إجراء تنظير هضمي علوي.
- اعتلالات تخثر الدم الغير مصححة.
- التهاب الصفاق.
- حبن بكمية كبيرة غير قابل للعلاج (مُوضَع).
- انسداد الأمعاء (ما لم يتم اختيار فغر المعدة لتخفيف الضغط).

### مضادات استطباب نسبية
- حبن بكمية كبيرة.
- شذوذات مخاطية المعدة: دوالي معدية كبيرة، اعتلال المعدة التالي لارتفاع توتر وريد الباب.
- الجراحة البطنية السابقة، بما في ذلك استئصال معدة جزئي سابق: تؤدي لزيادة خطر تداخل الأعضاء بين جدار المعدة وجدار البطن.
- السمنة المفرطة: تسبب صعوبات في تحديد توضع المعدة بطريقة الثلمة الإصبعية في المعدة والتضوء.
- أورام جدار المعدة.
- عدوى جدار البطن: زيادة خطر العدوى مكان الفغر.
- خباثة داخل البطن مع انتقال الخباثة للصفاق (انزراع الورم في القناة المتشكلة مع فشل لاحق).

### العته المتقدم
توصي رابطة المديرين الطبيين الأمريكيين (The American Medical Directors Association)، والجمعية الأمريكية لطب الشيخوخة ( The American Geriatrics Society) والأكاديمية الأمريكية للعلاج التلطيفي ( The American Academy of Hospice and Palliative Medicine) بعدم إدخال أنابيب التغذية عبر الجلد لدى الأفراد المصابين بالعته المتقدم، وبدلاً من ذلك، ينصحون بالتغذية المساعدة الفموية. حيث وجد أن التغذية الاصطناعية لا تطيل العمر ولا تحسن جودة حياة المرضى المصابين بالعته المتقدم. بل قد تزيد من خطورة استنشاق المريض للطعام، فهي لا تقلل معاناة المريض، وقد تتسبب في زيادة حمولة السوائل، الإسهال، ألم بطني، والاختلاطات الموضعية.

## الاختلاطات
- التهاب الهلل (التهاب النسيج الضام الرخو الخلالي) حول موقع فغر المعدة.
- النزف.
- قرحة معدية إما في موقع الفغر أو على الجدار المقابل للمعدة ("القرحات المتقابلة").
- انثقاب الأمعاء (القولون المستعرض هو الأكثر شيوعاً) مؤدياً إلى التهاب الصفاق.
- وخز الفص الأيسر من الكبد مما يؤدي إلى ألم في محفظة الكبد.
- ناسور معدي قولوني: يشتبه بحدوثه في حال وجود إسهال يظهر بعد فترة قصيرة من إدخال الطعام. في هذه الحالة، يذهب الغذاء مباشرة من المعدة إلى القولون (عادة القولون المستعرض).[10]
- انفصال عضلات المعدة.
- متلازمة اختفاء الحلقة الداخلية لأنبوب التغذية (Buried bumper syndrome) (الجزء المعدي من الأنبوب يهاجر إلى جدار المعدة).[11]

## إزالة أنبوب فغر المعدة بالمنظار عبر الجلد

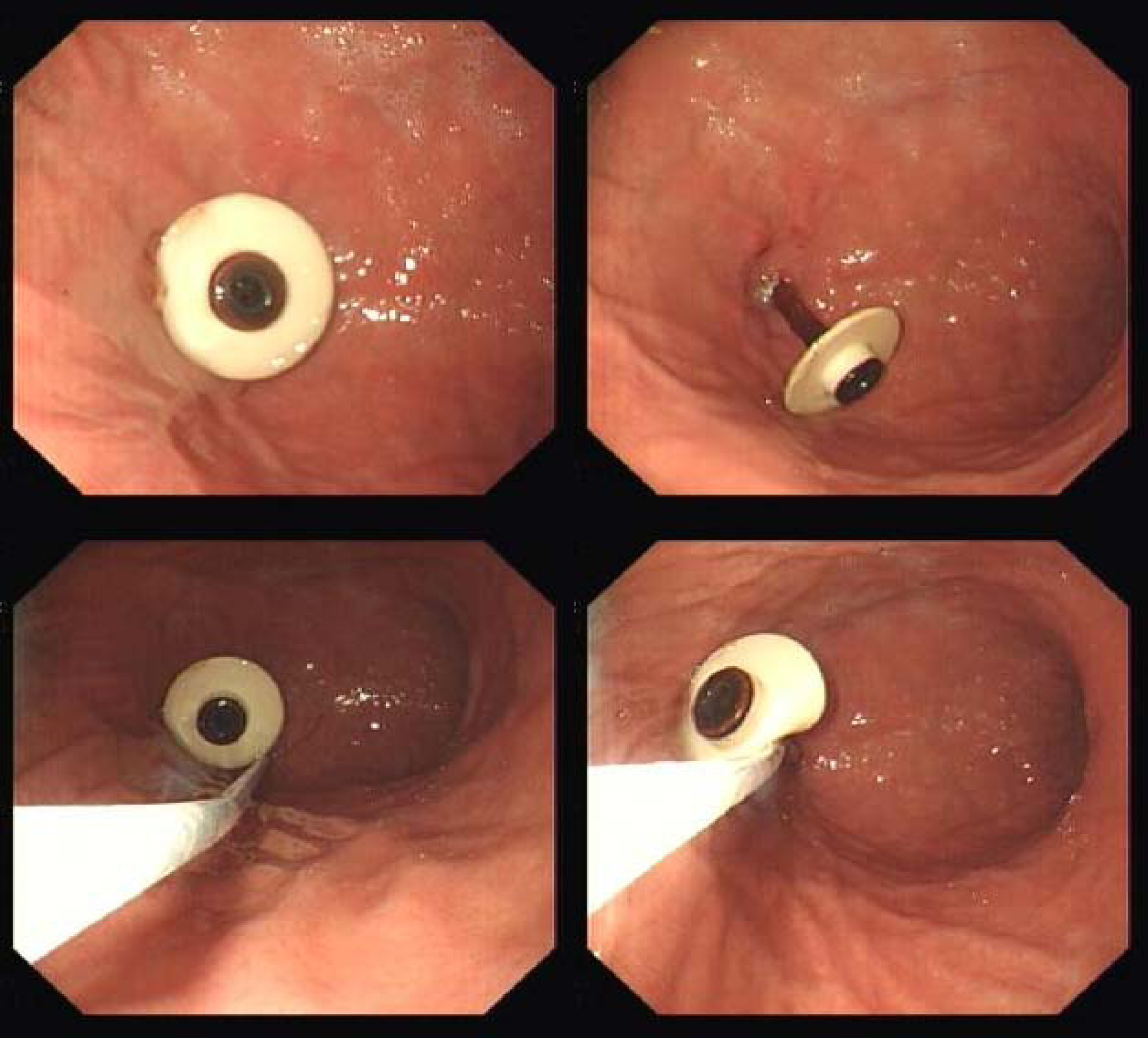
إزالة أنبوب الفغر بالمنظار.

### استطبابات إزالة الأنبوب
- عندما يصبح أنبوب فغر المعدة غير مطلوب (استعادة القدرة على البلع بعد السكتة الدماغية، أو إصابة دماغية رضية، أو بعد الجراحة، أو العلاج الإشعاعي لسرطان الرأس والرقبة).
- عدوى مستمرة في موقع فغر المعدة.
- فشل أو كسر أو تلف أنبوب فغر المعدة (يمكن وضع أنبوب جديد على طول المسار الحالي).
- متلازمة اختفاء الحلقة الداخلية لأنبوب التغذية.

### تقنية إزالة الأنبوب
تتم إزالة أنابيب فغر المعدة تنظيرياً بواسطة حلقة صلبة وثابتة. يتم دفع أنبوب الفغر إلى داخل المعدة بحيث يصبح جزء من الأنبوب ظاهر خلف الحلقة. ثم يتم تمرير سِنار تنظيري من خلال المنظار الداخلي، ويمر عبر الحلقة حتى يتم إمساك الأنبوب المجاور للحلقة. ثم يتم قطع الجزء الخارجي من الأنبوب، ويتم سحب الأنبوب إلى المعدة، ثم إلى المريء وإزالته من خلال الفم. موقع الفغر يشفى دون تداخلات.
يمكن إزالة أنابيب فغر المعدة بالمنظار عبر الجلد ذات الحلقة المطوية أو المنكمشة باستخدام الجر (ببساطة عن طريق سحب أنبوب الفغر من خلال جدار البطن).

## تاريخ الإجراء

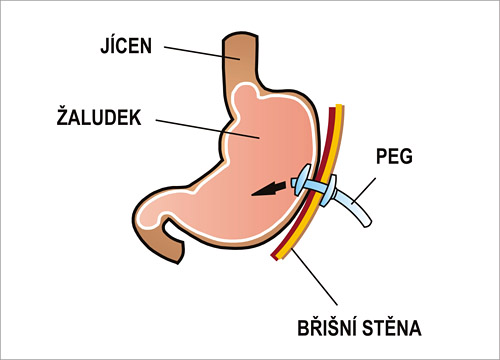
صورة توضيحية لأنبوب فغر المعدة.

أجريت أول حالة فغر المعدة بالمنظار عبر الجلد في 12 حزيران 1979 م في مشفى قوس قزح للرضع والأطفال (Rainbow Babies & Children's Hospital)، المستشفيات الجامعية في كليفلاند (University Hospitals of Cleveland).

قام الطبيب مايكل دبليو.إل غودرير (Michael W.L. Gauderer) جرّاح أطفال، الطبيب جيفري بونسكي (Jeffrey Ponsky) مُنظِر، والطبيب جيمس بيكني (James Bekeny) الطيب المقيم في قسم الجراحة، بإجراء العملية على طفل يبلغ من العمر 41⁄2 شهر مع تغذية فموية غير كافية.

قام مؤلفو التقنية، الطبيب مايكل دبليو.إل غودرير والطبيب جيفري بونسكي بنشر هذه التقنية لأول مرة في عام 1980.
في عام 2001، تم نشر تفاصيل تطوير الإجراء، وكان المؤلف الأول هو المنشئ للتقنية نفسها.

## روابط خارجية
- eMedicine: Percutaneous Gastrostomy and Jejunostomy
- PEG Placement على يوتيوب